# Hermann Heino Heine
Hermann Heino Heine (1922 - 1996) fue un botánico, pteridólogo francosudafricano.
Realizó extensas expediciones botánicas por Nueva Caledonia, Francia, Irlanda, Gran Bretaña, República Centroafricana

## Algunas publicaciones
- hermann h. Heine, andré Aubréville, jean-f. Leroy. 1976. Flore de la Nouvelle-Calédonie et dépendances: fascicule 7. Acanthacées, Bignoniacées, Boraginacées, Solanacées. Ed. Museum National d' Histoire Naturelle. 212 pp.
- -----------------------. 1963. A Forgotten Alsatian Botanist: Marcus Mappus Filius (1666-1736). 4 pp.
- -----------------------. 1958. In memoriam Albrecht von Haller. 8 pp.
- -----------------------. 1956. Commiphora kraeuseliana: eine bemerkenswerte neue Burseracee aus Südwest-Afrika
- -----------------------. 1953. Pflanzen der Sammlung J. und M. S. Clemens vom Mount Kinabalu in Britisch Nord-Borneo. Inaugural Dissertation... 236 pp.
- -----------------------. 1952. Beiträge zur Kenntnis der Ruderal- und Adventivflora von Mannheim, Ludwigshafen und Umgebung. 48 pp.
- -----------------------. 1948. Testierung einiger Solanaceenfrischdrogen am Straub'schen Phänomen. Heidelberg, Hörning

## Eponimia
- (Acanthaceae) Hygrophila heinei Sreem.[3]